# Eleonora Bolla
Eleonora Bolla (Valdobbiadene, 22 dicembre 1986) è un'attrice italiana.

## Biografia
Ha frequentato la scuola del Teatro Stabile del Veneto e poi diversi laboratori, tra cui uno diretto da Michael Margotta.
Dopo un'esperienza teatrale con Anna Maria Guarnieri, nel 2008 inizia a esibirsi nei teatri del Veneto.
Nel cinema inizia a recitare principalmente in ruoli secondari, per poi passare a ruoli più importanti come in Benvenuti a tavola - Nord vs Sud e Romanzo siciliano.

## Filmografia

### Cinema
- Le ombre degli angeli,  regia di Igor Maltagliati (2010)
- Mad in Italy - Birth of a Serial Killer,  regia di Paolo Fazzini (2011)
- Com'è bello far l'amore, regia di Fausto Brizzi (2012)
- Magnifica presenza, regia di Ferzan Özpetek (2012)
- My Name Is Ernest, regia di Emilio Briguglio (2014)
- La banalità del crimine, regia di Igor Maltagliati (2018)
- Red Land, regia di Maximiliano Hernando Bruno (2018)
- Famosi in 7 giorni, regia di Gianluca Vannucci (2019)

### Televisione
- Distretto di Polizia - 1 episodio, (2009)
- R.I.S. Roma 2 - Delitti imperfetti, episodio 2x09 (2011)
- Il tredicesimo apostolo - 1 episodio, (2012)
- Benvenuti a tavola - Nord vs Sud - 7 episodi, (2013)
- Romanzo siciliano (2016) - miniserie TV